# Birdy (album Birdy)
Birdy - debiutancki album Birdy wydany 7 listopada 2011 w Wielkiej Brytanii przez wytwórnię Atlantic Records. Album zawiera covery różnych artystów w wykonaniu piosenkarki. 
Album dotarł do pierwszej piątki oficjalnych notowań w Australii, Belgii, Holandii, Szwajcarii, Irlandii, Nowej Zelandii i Francji. W Polsce płyta zadebiutowała na trzynastej pozycji listy OLiS i osiągnęła status złotej płyty.

## Lista utworów
1. „1901” – 5:11
2. „Skinny Love” – 3:23
3. „People Help the People” – 4:16
4. „White Winter Hymnal” – 2:17
5. „District Sleeps Alone Tonight” – 4:44
6. „I'll Never Forget You” – 3:47
7. „Young Blood” – 4:04
8. „Shelter” – 3:44
9. „Fire and Rain” – 3:07
10. „Without a Word” – 4:46
11. „Terrible Love” – 4:43